# لاري هوبر
لاري هوبر (بالإنجليزية: Larry Huber)‏ هو منتج تلفزيوني وكاتب سيناريو ورسام رسوم متحركة أمريكي، ولد في 12 أبريل 1950 في نيوجيرسي في الولايات المتحدة.

## وصلات خارجية
- لاري هوبر على موقع IMDb (الإنجليزية)
- لاري هوبر على موقع قاعدة بيانات الفيلم (الإنجليزية)